# Beijershamn
Beijershamn ist ein ehemaliger Hafen und jetziges Naturreservat auf der schwedischen Ostseeinsel Öland.

## Geschichte
Beijershamn entstand in der Mitte des 19. Jahrhunderts als Projekt zur Errichtung eines Hafens an der dem Kalmarsund zugewandten Westküste der Insel. Um 1850 begannen die Planungen für das Hafenprojekt, da der bisher genutzte Hafen Fröbygårda von Verlandung betroffen war. Nach der Gründung einer Aktiengesellschaft begannen die Arbeiten zum Bau des Hafens am 2. Oktober 1853. Die Fertigstellung war für den 1. Oktober 1855 geplant. Es entstand eine steinerne zwei Kilometer in den Kalmarsund zur Insel Gastholmen hineinragende Mole. Der Bau erwies sich jedoch als technisch kompliziert. Es ergab sich eine erhebliche Zeit- und Budgetüberschreitung. Erst 1858 wurde der Hafenbetrieb aufgenommen, allerdings war auch zu diesem Zeitpunkt die Anlage noch nicht endgültig fertiggestellt.
Der Hafen begann jedoch schnell zu verlanden. Zugleich wurde die Nutzbarkeit des Hafens Fröbygårda wieder verbessert. Trotzdem konnte 1863 eine regelmäßige Dampfschifffahrtsline eingerichtet werden, die jedoch nur bis 1865 bestand. 1867 wurde die Aktiengesellschaft aufgelöst. Der Verkehr im Hafen nahm deutlich ab. Die Hafenanlagen wurden nicht mehr unterhalten. Bei einer Versteigerung im Jahr 1871 wurden die Reste des Hafens, seiner Anlagen und Boote für lediglich 25 Öre verkauft.
Der somit wirtschaftlich sinnlos gewordene und ungenutzte Hafen entwickelte sich mit seiner Mischung aus offenem Wasser, Schilfgürteln, Uferwiesen und Mischwald zu einem wichtigen Biotop vor allem für Vögel.

## Naturreservat
Seit dem 11. August 1943 ist das Gebiet offiziell ein Naturreservat und wird heute unter der IUCN-Kategorie IV (Biotop-/Artenschutzgebiet) geführt. Im Naturreservat Beijershamn wurden 259 Vogelarten gezählt. Bemerkenswert ist auch die Artenvielfalt der Schmetterlinge. Mehr als 650 Arten wurden in Beijershamn beobachtet.